# Les Esseintes
Les Esseintes egy francia település Gironde megyében az Aquitania régióban. Lakosainak száma 245 fő (2022. január 1.). Lakosait Esseintais-nek hívják.

## Adminisztráció
Polgármesterek:
- 1977–1983 Yvan Lacaze
- 1983–1995 André Darcos
- 1995–2008 Yannick Descos
- 2008–2014 Xavier Capdeville
- 2014–2020 Marie-Françoise Mauriac

## Demográfia
| Lakosok száma | 234  | 174  | 194  | 276  | 258  | 240  | 238  | 240  | 241  | 245  |
|               | 1968 | 1982 | 1990 | 2006 | 2013 | 2015 | 2017 | 2019 | 2020 | 2022 |

## Látnivalók
- Két XVIII. századi történelmi ház (Esamal és Bonsol)
- Mezőgazdasági múzeum

## Galéria

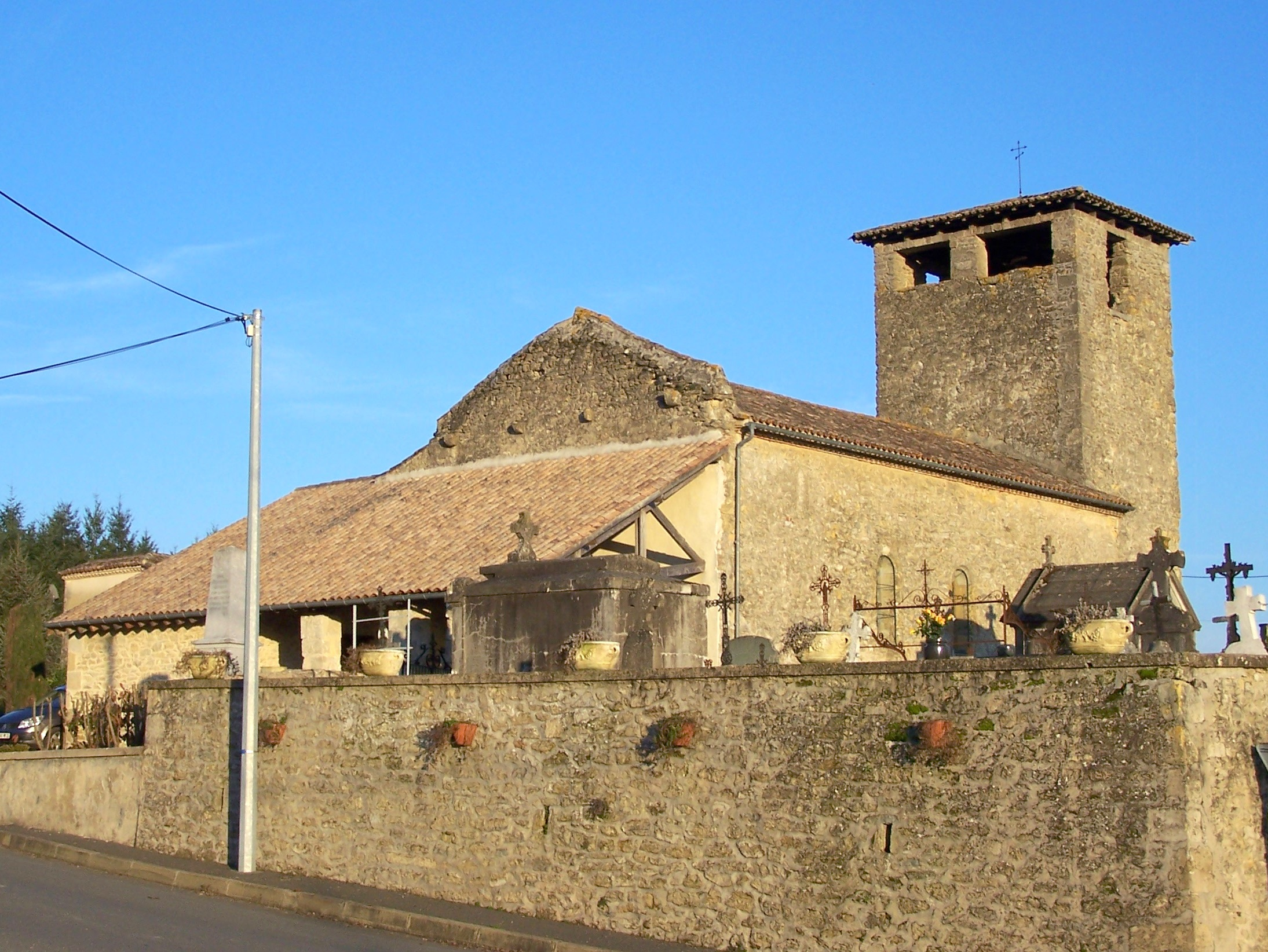
Templom
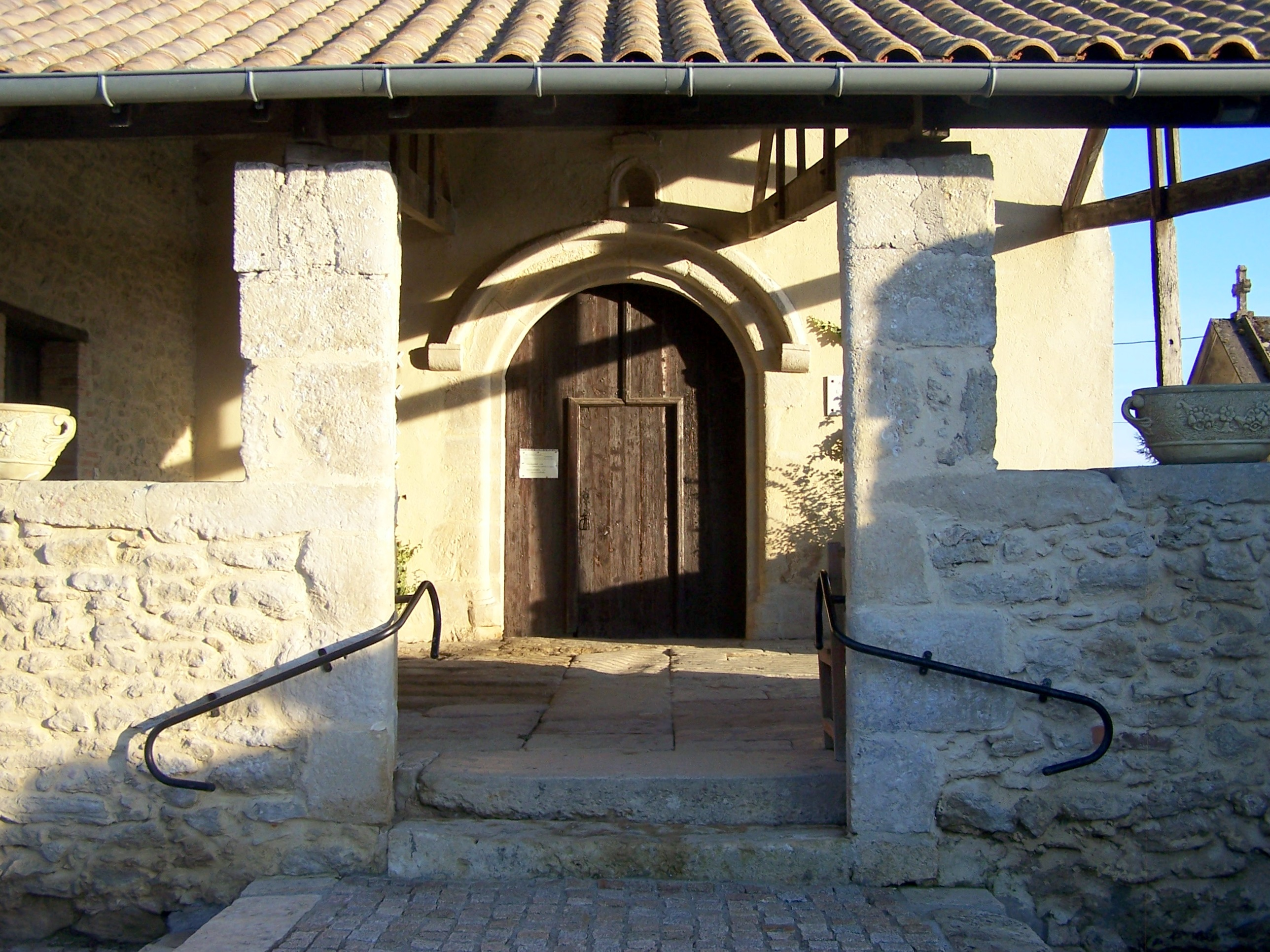
Tornác
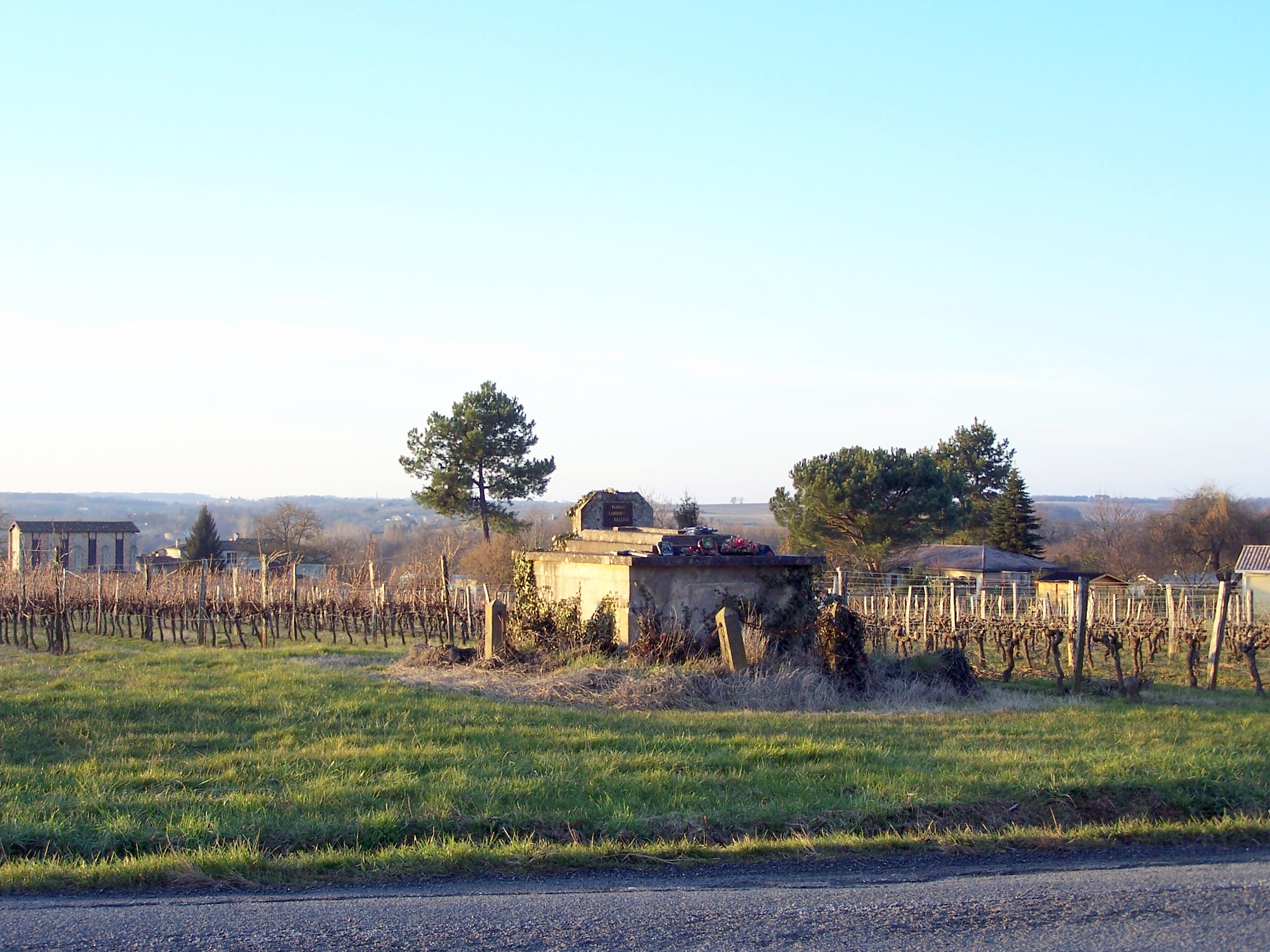
Sír az út mentén
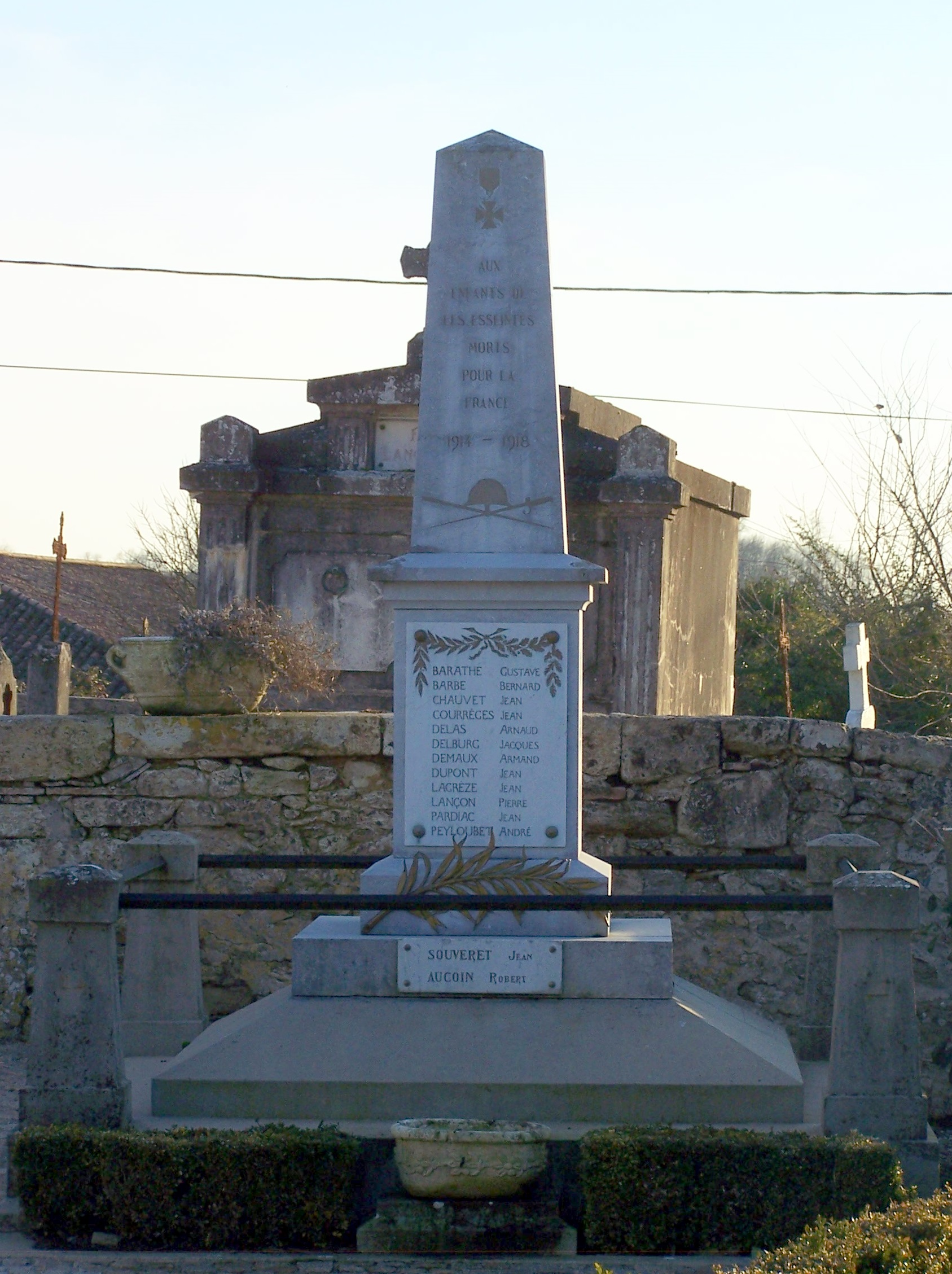
Emlékmű)